# Aviandina
Aviandina (IATA: SJ, OACI: VND, Indicativo: AVIANDINA) fue una aerolínea de Perú, con sede principal en la ciudad de Lima. Estuvo operativa entre los años 1999 y 2003.

## Antiguos destinos
La aerolínea ofreció vuelos desde su hub en el Aeropuerto Internacional Jorge Chávez en Lima a:
| País | Destinos | Aeropuertos                                                      |
| ---- | -------- | ---------------------------------------------------------------- |
| Perú | Arequipa | Aeropuerto Internacional Rodríguez Ballón                        |
| Perú | Chiclayo | Aeropuerto Internacional Capitán FAP José A. Quiñones            |
| Perú | Cuzco    | Aeropuerto Internacional Alejandro Velasco Astete                |
| Perú | Iquitos  | Aeropuerto Internacional Coronel FAP Francisco Secada Vignetta   |
| Perú | Jauja    | Aeropuerto Francisco Carlé                                       |
| Perú | Juliaca  | Aeropuerto Internacional Inca Manco Cápac                        |
| Perú | Lima     | Aeropuerto Internacional Jorge Chávez (HUB)                      |
| Perú | Piura    | Aeropuerto Internacional Capitán FAP Guillermo Concha Iberico    |
| Perú | Pucallpa | Aeropuerto Internacional Capitán FAP David Abensur Rengifo       |
| Perú | Tacna    | Aeropuerto Internacional Coronel FAP Carlos Ciriani Santa Rosa   |
| Perú | Tarapoto | Aeropuerto Cadete FAP Guillermo del Castillo Paredes             |
| Perú | Trujillo | Aeropuerto Internacional Capitán FAP Carlos Martínez de Pinillos |

## Antigua flota
| Aeronaves      | Total | Introducido | Retirado | Matrículas                 |
| -------------- | ----- | ----------- | -------- | -------------------------- |
| Boeing 727-100 | 3     | 1999        | 2003     | OB-1731, OB-1728 y OB-1570 |
| Boeing 737-200 | 2     | 2000        | 2003     | OB-1730 y OB-1748          |